# Jana (folyó)
A Jana (oroszul: Яна) folyó Oroszország ázsiai részén, Jakutföldön, a Lénától keletre.
A Kolima vidékén is van egy azonos nevű, de kisebb folyó, ez az Ohotszki-tengerbe ömlik.

## Földrajz
Hossza: 872 km, vízgyűjtő területe: 238 000 km². Évi közepes vízhozama a torkolatnál kb. 1000 m³/sec.
Két folyó: balról a Dulgalah (hossza 507 km) és jobbról a Szartang (hossza 652 km) találkozásánál kezdődik. Mindkettő a Verhojanszki-hegységben ered, alsó szakaszukon hajózhatók.
A folyó felső szakaszán, a Jana-felföldön széles, mély völgyben halad. Adicsa nevű mellékfolyójának betorkollása után völgye 10 km-re is kiszélesedik, medre mellékágakra bomlik. Lejjebb a Kular-hegység északi szélén folyik keresztül, itt a folyó völgye elkeskenyedik, medrében zúgók jelennek meg, partján helyenként 250–300 m-es sziklafalak magasodnak. Alsó szakaszán a Jana–Ingyigirka-alföldön folyik végig, itt rendkívül kanyargóssá válik, mellékágakra szakadozik és deltatorkolattal ömlik a Laptyev-tenger délkeleti részét képező, sekély vízű Jana-öbölbe. A delta 140 km-rel a torkolat előtt, a Szomadon (Szamadon) nevű mellékág leválásával kezdődik, mely maga is önálló deltát képez. A folyó vízgyűjtő területének északi része tundra, ahol sok ezer kisebb-nagyobb tó található.
Mivel a vízgyűjtő területen télen viszonylag kevés a csapadék, a Jana tavaszi áradásai nem olyan erősek, mint amilyenek Kelet-Szibéria többi nagy folyóin. Legnagyobb részben a nyári esők vizei táplálják, júniustól szeptemberig vonul le az éves vízmennyiség mintegy 96%-a. Október elejétől június elejéig a folyó befagy, alsó szakaszán sok helyen fenékig. A Jana Verhojanszkig hajózható.
Legfontosabb mellékfolyói jobbról az Adicsa, balról a Bitantaj.

## Települések
A folyó partján nincsenek nagyobb városok.
- Verhojanszk: folyami kikötő, az egyetlen városi rangú település a folyó partján, bár lakóinak száma alig éri el a kétezer főt. Itt található a Föld északi hidegpólusa, itt (és/vagy Ojmjakonban) mérték ugyanis eddig az északi félteke legalacsonyabb hőmérsékletét.
- Batagaj: kikötő Verhojanszktól 90 km-re északra, lakóinak száma 4300 fő (2008). Ónércdúsítójáról és a környék (részben már kimerült) ónbányáiról nevezetes. A településen 1949-től 1956 végéig kényszermunka tábor működött.[1]
- Uszty-Kujga: északi kikötő a delta közelében.
- Nyizsnyejanszk: kikötő a torkolatnál.

2004-ben a Jana folyó környékén orosz régészek kb. harmincezer éves, a Würm-glaciális idejéből való emberi település nyomait tárták fel.